# Фомин, Пётр Фомич
Фомин Пётр Фомич (1904—1976) — советский военный деятель, испытатель ядерного оружия, начальник 6-го управления ВМФ, вице-адмирал.

## Биография
Родился 5 января 1904 года в деревне Терехово Бежецкого уезда Тверской губернии (ныне Сонковский муниципальный округ Тверской области) в многодетной русской крестьянской семье.
В 1918 году уехал в Петроград, где случайно оказался в чужой профессорской семье, которая его приютила и обучила грамоте.
В 1919 году добровольцем РККА ушёл на Гражданскую войну. Был ранен и демобилизован.
В 1922 году во время первой комсомольской мобилизации добровольно поступил на службу в РККФ. Был прикомандирован к Военно-морскому подготовительному училищу для подготовки к поступлению в высшее учебное заведение флота.
В 1924 году поступил на кораблестроительное отделение Морского инженерного училища. Во время учебной практики плавал на эскадренном миноносце «Сталин» и на линейном корабле «Октябрьская революция».
В 1929 году, после окончания училища, был направлен военпредом в Комиссию наблюдения за постройкой и ремонтом кораблей Черноморского флота в Николаеве. Позже, на Севастопольском судостроительном заводе, стал старшим военпредом.
В марте 1931 года был переведён в Москву и назначен помощником начальника кораблестроительного отдела Управления кораблестроения ВМФ, одновременно исполнял должность старшего военпреда по группе московских заводов и ЦАГИ, выполнявших заказы флота. Занимался конструкторской работой, за разработку одного из проектов элементов корабля был награждён большой по тем временам денежной премией — 10 тысяч рублей.
В 1935 году поступил на факультет военного кораблестроения Военно-морской академии им. К. Е. Ворошилова.
В 1938 году, после окончания академии, был направлен уполномоченным Управления кораблестроения ВМФ в Комсомольск-на-Амуре, где принимал активное участие в строительстве военных кораблей и подводных лодок для Тихоокеанского флота.
В 1944 году ему было предложено перейти в аппарат ЦК ВКП(б) и курировать военное судостроение, но он отказался, а после освобождения Николаева от немецких войск назначен туда уполномоченным Управления кораблестроения. Ему была поставлена задача в короткие сроки восстановить николаевские судостроительные заводы имени А. Марти и имени 61 коммунара, начать ремонт и строительство новых кораблей.
В марте 1946 года был переведён в Москву членом Научно-технического комитета ВМФ. Вскоре он стал начальником Кораблестроительной секции, а затем заместителем начальника НТК ВМФ.
После испытания первой атомной бомбы в СССР, которое состоялось 29 августа 1949 года, было решено создать специальный отдел в Военно-морском флоте. Отдел был необходим для обеспечения разработки атомного оружия для флота, способов его применения в боевых действиях на море, а также защиты объектов флота от атомного оружия противника. В декабре 1949 года капитан 1 ранга П. Ф. Фомин был назначен первым начальником этого нового атомного отдела (6-й отдел) при Главнокомандующем ВМФ. С 22 февраля 1950 по 15 марта 1953 года 6-й отдел подчинялся Военно-морскому министру СССР.
27 января 1951 года присвоено звание контр-адмирала.
С 1953 года 6-й отдел ВМФ был подключён к проектированию первой атомной подводной лодки СССР, а с 1954 года П. Ф. Фомин возглавил общее руководство всеми работами по объекту 627 (АПЛ «Ленинский комсомол») и комплектование строящейся подводной лодки личным составом.
5 апреля 1954 года, когда отдел был преобразован в 6-е Управление ВМФ, стал его первым начальником.
При его активном участии в соответствии с Постановлением Совета Министров СССР № 1660—750 от 10 августа 1954 была создана Центральная научно-исследовательская лаборатория № 14 ВМФ, преобразованная в апреле 1955 года в Центральный научно-исследовательский институт ВМФ (в настоящее время НИЦ БТС МО РФ).
17 сентября 1954 года на Новой Земле был открыт советский ядерный полигон. 13 апреля 1955 года Постановлением Совета Министров СССР ВМФ было поручено провести испытания ядерных зарядов и кораблей на Новой Земле. Ответственность за подготовку и проведение испытаний возложили на адмирала флота Советского Союза Н. Г. Кузнецова и контр-адмирала П. Ф. Фомина.
В апреле 1956 года возглавил Специальную Северную экспедицию по выбору и оборудованию боевого поля на Новой Земле для испытаний сверхмощных ядерных зарядов, а также зарядов малой мощности. Принимал участие во всех ответственных испытаниях, включая подрыв самой мощной в мире 50-тимегатонной бомбы, боевые стрельбы баллистическими ракетами, крылатыми ракетами и торпедами нескольких типов. Бессменный заместитель председателя Государственной комиссии, проводившей испытания на Новой Земле.
Академик А. Д. Сахаров позже вспоминал о реакции Фомина на предложения наподобие использования ядерного заряда в качестве начинки для торпед (проект Т-15):

Одним из первых, с кем я обсуждал этот проект, был контр-адмирал Фомин (в прошлом — боевой командир, кажется, Герой Советского Союза). Он был шокирован «людоедским» характером проекта, заметил в разговоре со мной, что военные моряки привыкли бороться с вооруженным противником в открытом бою и что для него отвратительна сама мысль о таком массовом убийстве.
— А. Сахаров «Космический мир»: ЦАРЬ-ТОРПЕДА
18 февраля 1958 года П. Ф. Фомину было присвоено воинское звание вице-адмирала. С 1966 года в отставке.
Скончался 15 января 1976 года.

## Память
- В память о Петре Фомиче Фомине названа одна из улиц посёлка Белушья Губа — административного центра архипелага Новая Земля;
- 23 января 1984 года морской транспорт вооружений «Пинега» проекта 740 Тихоокеанского флота был переименован в «Вице-адмирал Фомин», списан в 1996 году.

## Награды
- Три ордена Ленина
- Два ордена Красного Знамени
- Орден Трудового Красного Знамени
- Орден Отечественной войны 1-й степени
- Орден Красной Звезды
- Медали